# Неда Тодоровић (новинарка)
Неда Тодоровић (4. април 1948)  је српска новинарка и професорка на Факултету политичких наука Универзитета у Београду, као и на Филозофском факултету Универзитета у Бањој Луци. Докторирала је на ФПН-у 1986. године, написала је више стручних књига из области новинарства, као и велики број публицитичких књига. Њен уџбеник "Интерпретативно и истраживачко новинарство" се користи у већини новинарких школа и факултета у Србији. Председница је жирија књижевне награде Женско перо. Радила је у Експресу и у НИН-у.

## Дела
- Женска штампа и култура женствености (1987, Научна књига, Београд)
- Дух деведестих (1996. Чигоја, Београд)
- Храна као други секс (2001)[4]
- Интерпретативно и истраживачко новинарство (2002, Чигоја, Београд)
- Двехиљадите (2009)
- Медијски третман књиге (2011)
- Изузетне жене Србије - монографија (2016, Цептер бук вурлд)
- Иконе стила Србије - монографија (2018, Цептер бук вурлд)
- Изузетни парови Србије - монографија (2018)
- Дневник под маском (2020)[5]